# Prima Divisione 2012-2013 (Libano)
La stagione 2012-2013 è la cinquantatreesima edizione della Prima Divisione, massimo livello del campionato libanese di calcio.

## Squadre partecipanti

### Profili
| Club partecipanti | Città            | Stadio                 | Stagione 2010-2011                 |
| ----------------- | ---------------- | ---------------------- | ---------------------------------- |
| Al-Ahed           | Beirut           | Stadio Municipale      | 3° in Prima Divisione              |
| Akhaa Ahli Aley   | Aley             | Stadio Amin AbdelNour  | 5° in Prima Divisione              |
| Ansar             | Beirut           | Stadio Municipale      | 4° in Prima Divisione              |
| Ijtimaii          | Tripoli (Libano) | Stadio Municipale      | 1° in Seconda Divisione            |
| Tadamon Tiro      | Tiro             | Sour Stadium           | 10° in Prima Divisione             |
| Nejmeh            | Beirut           | Stadio Rafiq al-Hariri | 2° in Prima Divisione              |
| Racing Beirut     | Beirut           | Stadio Fouad Shebab    | 8° in Prima Divisione              |
| Safa              | Beirut           | Safa Stadium           | 1° in Prima Divisione              |
| Salam Tiro        | Tiro             | Sour Stadium           | 9° in Prima Divisione              |
| Shabab Sahel      | Beirut           | Stadio Municipale      | 6° in Prima Divisione              |
| Chabab Ghazieh    | Sidone           | Stadio Municipale      | 2° in Seconda Divisione (Promosso) |
| Tripoli           | Tripoli          | Stadio Municipale      | 7° in Prima Divisione              |

### Allenatori
| Club            | Allenatore        |
| --------------- | ----------------- |
| Al-Ahed         | Mohamad Al-Sahel  |
| Ijtimaii        | Libano (bandiera) |
| Akhaa Ahli Aley | Samir Saad        |
| Ansar           | Jamal Taha        |
| Tadamon Tiro    | Mohammad Zheir    |
| Nejmeh          | Moussa Hojejj     |

| Club           | Allenatore         |
| -------------- | ------------------ |
| Racing Beirut  | David Nakhid       |
| Safa           | Akram Ahmad Salman |
| Salam Tiro     | Foad Saad          |
| Chabab Ghazieh | Libano (bandiera)  |
| Shabab Sahel   | Hajj Hammoud       |
| Tripoli        | Younis Qatan       |

## Classifica finale
|                   | Pos. | Squadra         | Pt | G  | V  | N | P  | GF | GS | DR  |
| ----------------- | ---- | --------------- | -- | -- | -- | - | -- | -- | -- | --- |
| Libano (bandiera) | 1.   | Safa            | 53 | 22 | 17 | 2 | 3  | 47 | 20 | +27 |
|                   | 2.   | Nejmeh          | 45 | 22 | 14 | 3 | 5  | 47 | 22 | +25 |
|                   | 3.   | Racing Beirut   | 40 | 22 | 13 | 1 | 8  | 38 | 32 | +6  |
|                   | 4.   | Akhaa Ahli Aley | 39 | 22 | 11 | 6 | 5  | 33 | 22 | +11 |
|                   | 5.   | Al-Ahed         | 37 | 22 | 11 | 4 | 7  | 49 | 28 | +21 |
|                   | 6.   | Shabab Sahel    | 37 | 22 | 11 | 4 | 7  | 38 | 30 | +8  |
|                   | 7.   | Ansar           | 32 | 22 | 8  | 8 | 6  | 35 | 24 | +11 |
|                   | 8.   | Tadamon Tiro    | 28 | 22 | 8  | 4 | 10 | 33 | 38 | -5  |
|                   | 9.   | Ijtimaii        | 26 | 22 | 7  | 5 | 10 | 36 | 41 | -5  |
|                   | 10.  | Tripoli         | 24 | 22 | 6  | 6 | 10 | 27 | 30 | -3  |
|                   | 11.  | Chabab Ghazieh  | 11 | 22 | 3  | 2 | 17 | 44 | 67 | -23 |
|                   | 12.  | Salam Tiro      | 1  | 22 | 0  | 1 | 21 | 18 | 91 | -73 |

Legenda:

      Campione del Libano e ammessa alla Coppa dell'AFC 2014
      Ammessa alla Coppa dell'AFC 2014
      Retrocesse in Seconda Divisione 2013-2014
Note:

Tre punti a vittoria, uno a pareggio, zero a sconfitta.